# Rational AG
Die Rational AG mit Sitz in Landsberg am Lech ist ein deutscher Hersteller von Groß- und Industrieküchengeräten zur thermischen Speisenzubereitung. 
Das Unternehmen ist weltweit tätig und hat 25 Tochtergesellschaften in Europa, Asien, Nord- und Südamerika sowie sieben Niederlassungen in Deutschland.

## Geschichte
Im Jahr 1973 wurde die „Rational GmbH“ von Siegfried Meister als Gesellschaft für Produktion und Vertrieb von Heißluftgeräten in Deutschland gegründet. Anfangs produzierte das Unternehmen Fritteusen und Backöfen. Ab 1978 produzierte das Unternehmen ausschließlich Combidämpfer.
Ab 1991 expandierte Rational ins Ausland und gründete seine erste Vertriebsgesellschaft im Vereinigten Königreich. 1992 übernahm das Unternehmen den französischen Vertriebspartner Frima. Seither wurden lokale Vertriebsgesellschaften in 25 Ländern Europas, Asiens und Amerikas gegründet.
Im Jahr 2000 wurde die „Rational GmbH“ in eine Aktiengesellschaft umgewandelt. Seit 3. März 2000 ist das Unternehmen im Prime Standard der Frankfurter Börse notiert.
2008 eröffnete Rational sein drittes Werk in Landsberg. Am 4. März 2009 stieg das Unternehmen in den MDAX auf und am 22. September 2014 wieder in den SDAX ab.
Im Jahr 2012 stieg Peter Stadelmann ins Unternehmen ein und übernahm ab 2014 die Geschäfte.
Am 11. August 2016 rückte Rational wieder in den MDAX auf, am 18. September 2017 wechselte die Aktie erneut in den SDAX.
Seit dem Tod des Firmengründers Siegfried Meister 2017 ist Walter Kurtz Aufsichtsratsvorsitzender.
Am 23. September 2019 kehrte Rational in den MDAX zurück. 
Im Jahr 2024 erzielte die Rational AG laut Geschäftsbericht einen Umsatz von 1,194 Milliarden Euro und beschäftigte durchschnittlich 2.554 Mitarbeiter. Der Exportanteil liegt lag bei knapp 90 Prozent.
Die Familie des Gründers Siegfried Meister hält mit 55,2 Prozent die Mehrheit am Unternehmen, 44,8 Prozent sind in Streubesitz (Stand: 1. März 2022).

## Auszeichnungen (Auswahl)
- 2010: Manufacturing Excellence Award, Auszeichnung in der Kategorie Kundenorientierung, Deutschland[16]
- 2011: Grünes Band, Preis für Nachhaltigkeit im Außerhaus-Markt, Deutschland[17]
- 2011: European Business Award „Ruban d’Honneur 2011“ in der Kategorie „Unternehmen des Jahres mit einem Umsatz über 150 Millionen Euro“[18]
- 2012: Industriepreis, Best of 2012 in der Kategorie „Produktionstechnik & Maschinenbau“[19]
- 2013: Der bayerische Mittelstandspreis 2013, Auszeichnung für die „vorbildliche unternehmerische Leistung im Mittelstand“[20]
- 2013: Platz 2 als bestes B2B-Unternehmen bei Deutschlands kundenorientierteste Dienstleister 2013[21]
- 2013: Industriepreis, Best of 2013 in der Kategorie „Produktionstechnik“[22]
- 2014: Lean and Green Management Award 2014, Sieger in der Kategorie „Produzierende Industrie Mittelstand“[23]
- 2015: Global Excellence Award[24]
- 2016: Manufacturing Excellence Award, Gesamtsieger[25]
- 2016: Bayerns Best 50[26]
- 2018: Digital Leader Award[27]
- 2021: German Innovation Award 2021, iCombi Pro und iVario Pro – „Winner“ in der Kategorie Kitchen[28]
- 2021: Auszeichnung als „Marke des Jahrhunderts“ von der Zeit Verlagsgruppe[29]
- 2022: Integrationspreis der Regierung von Oberbayern in der Kategorie „Wirtschaft“[30]
- 2022: Auszeichnung des Rational AG Werkes in Landsberg am Lech als „Fabrik des Jahres 2022“ von Kearney[31]
- 2024: Innovator des Jahres für den iHexagon[32]